# Малоохтинское православное кладбище
Малоохтинское православное кладбище — место захоронения христиан православного вероисповедания на Малой Охте в Санкт-Петербурге.

## История
Точное время основания кладбища неизвестно. В первой половине XVIII в., судя по старым картам, церкви на Малой Охте не было, а молиться жители здешних мест отправлялись на Большую Охту и там же погребали своих усопших. В 1778—1781 гг. на Малой Охте возвели православную церковь в честь св. Марии Магдалины и с течением времени при этой церкви, согласно обычаю, возникло приходское кладбище. Оно распространялось от алтаря церкви на восток и представляло собой обычный пригородный некрополь, где погребали, в основном, местных прихожан. Во второй половине XIX и начале XX вв. в первых, то есть наиболее дорогих, разрядах хоронили купцов. Имелись и несколько исторических захоронений известных людей. Около церковного алтаря был похоронен писатель Н. Г. Помяловский, сын дьякона этой церкви; на могиле писателя поставили скромный крест.
В 1849 году здание церкви подверглось расширению и перестройке, которые начал архитектор В. Ф. Небольсин, и затем к нему присоединился К. Я. Маевский. Работы проводились на «доброхотные подаяния, собранные по сборной книжке усердием церковного старосты Ивана Аникина».
Сначала в 1849 г. заложили и в 1851 построили придел во имя св. Иоанна Златоуста, потом придел во имя св. Благоверного Кн. Георгия Владимирского, каменный купол и двухъярусную колокольню. Главный придел во имя св. Марии Магдалины был освящён в марте 1857 года. Приделы были отделены друг от друга перегородками, что позволяло одновременно служить панихиды и литургию.

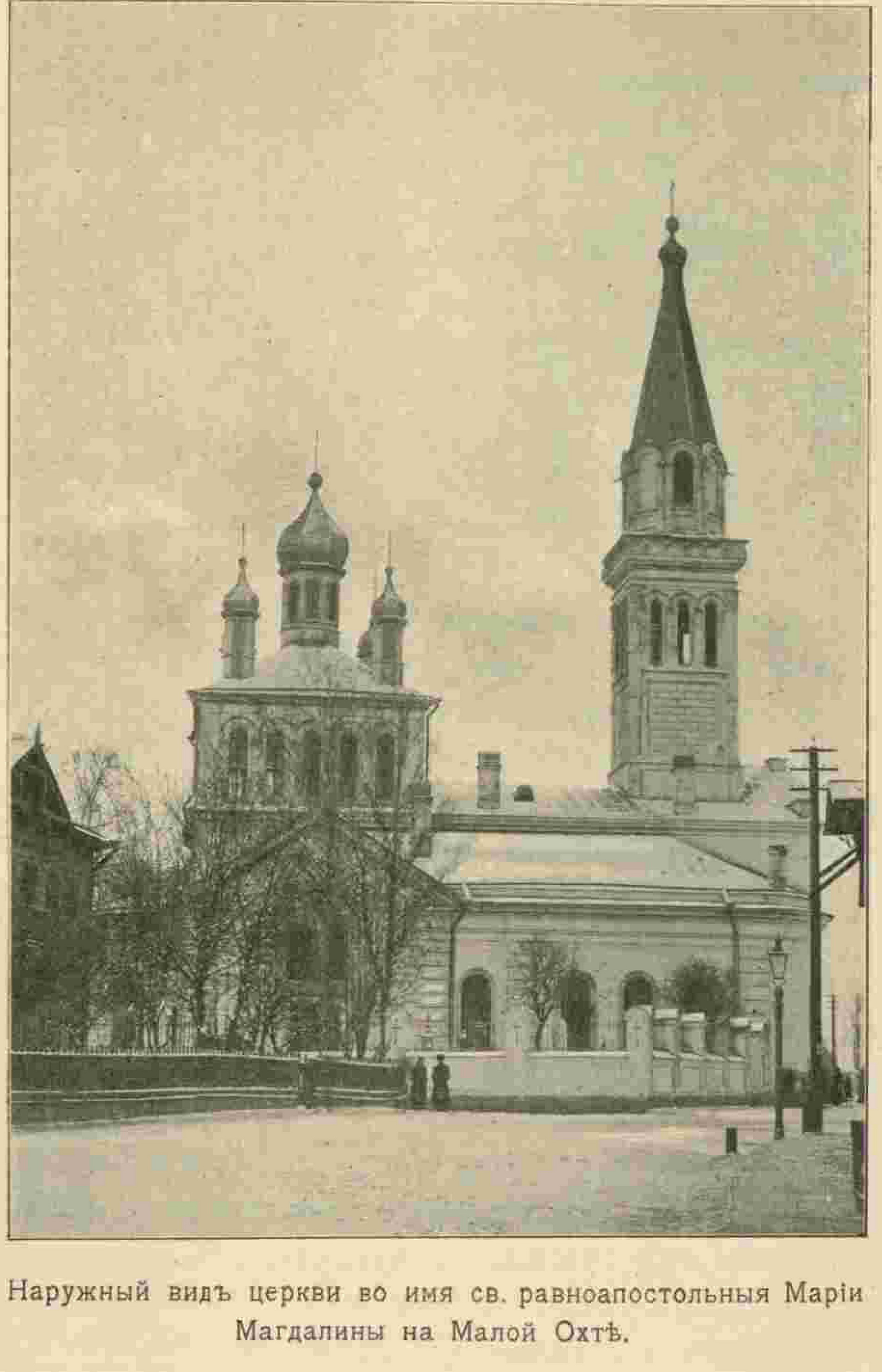
Церковь св. Марии Магдалины при кладбище

Каждый год на Малой Охте люди отмечали храмовый праздник — 22 июля (4 августа) в память св. Марии Магдалины. Это событие описал Помяловский в очерке «Поречане»:

«Кладбище переполнено нищими, торговым людом и почитателями праздника, из которых, между прочим, большая часть пришла помянуть своих родственников и друзей с самоварами, кофейниками, водкой и закуской. Стон стоит на кладбище, потому что многие, не дождавшись крестного хода, уже успели справить поминальную тризну <…>. За кладбищем, на поле, расположились до поры до времени фортунки, игра в кости, медведи, обезьяны, ученые собаки, комедианты и шарманки.»

Память Николая Помяловского была увековечена в 1913 году советом выборных Охтинского пригородного общества — его именем назвали улицу, проходившую вдоль ограды кладбища. Позже улица была застроена и именем писателя назвали другую улицу в том же районе.
На другой стороне Малоохтинского проспекта напротив церкви стояла Тихвинская часовня, вторая располагалась на территории бывшего холерного кладбища, организованного во время эпидемии 1831 года. В 1903 году по проекту О. Л. Игнатовича построили третью часовню. К 1884 году церковь и кладбище «приведены в лучший вид»: канавы на кладбище очищены и угублены, над ними на протяжении 175 погонных саженей устроены новые мостки, а бока канав заделаны деревянными забирками. Старые мостки отремонтированы; от самой глубокой сточной канавы проведена водосточная труба длиной более 50 сажен в трубу, пролегающую по проспекту. В 1883 году причт и староста дали объявление в газетах с просьбой к родственникам о приведении могил в порядок, благодаря чему последние летом сделали много новых палисадов; территория погоста к этому времени была уже почти вся занята захоронениями, поэтому планировалось собрать пожертвования на приобретение нового участка земли.
После Октябрьской революции на кладбище хоронили редко, но церковь оставалась действующей. Специальная комиссия проинспектировала кладбище в декабре 1927 года, сочла его переполненным и отметила: «… по проекту планировки этого района намечено продолжить Средний пр. М. Охты через кладбище, присоединив в будущем восточную часть кладбища к центральному парку».
Кладбище решили закрыть и опубликовали соответствующее постановление в газетах; после этого жители Малой Охты направили в Леноблисполком письмо, в котором протестовали против принятого решения и обвиняли в нерадении Гороткомхоз — организацию, ведающую городскими кладбищами; они отметили, что в запущенности «виноват исключительно орган, в ведении которого находится кладбище. Во время последних десяти лет там не было сделано совершенно никакого ремонта мостков, забора и очистки канав для стока воды… Забор вокруг кладбища в тяжелые годы отсутствия топлива расхищен, а животные (коровы и овцы), имея свободный доступ на кладбище, портили растительность и раскапывали холмы на захороненных местах. Пьяные компании молодежи производили самым отчаянным образом поломку прекрасных памятников, имеющих давность более 100 лет…».
Леноблисполком отреагировал на заявление и по советской традиции отправил его в Гороткомхоз, то есть тому, на кого жаловались жители Охты. В Гороткомхозе решили, что заявление «удовлетворению не подлежит», поскольку «закрытие кладбищ производится на основе заранее выработанного плана». Кроме того, работники этой коммунальной организации высказали мнение, что граждане написали письмо по инициативе духовных лиц, служащих на кладбище и боящихся потерять доходы после его закрытия.
В результате кладбище закрыли, но сразу не уничтожили, также и церковь св. Марии Магдалины продолжала существовать. Постановление о закрытии и сносе в шестимесячный срок здания церкви в связи с планом реконструкции Охты вышло в мае 1938 года; одновременно решили «ликвидировать все могильные сооружения по всему кладбищу». Малоохтинское кладбище уничтожили, но церковь по неизвестным причинам осталась целой: после Великой Отечественной войны она была оборудована под кинотеатр, а снесена только в середине 1960-х годов во время расширения Малоохтинского проспекта.
Часть исторических захоронений перенесли в другие места: Н. Г. Помяловского на Литераторские мостки, памятник барону Розену — в Некрополь мастеров искусств, туда же переместили и А. П. Боголюбова.
В 2001 году недалеко от берега Невы был закончен и освящен новый храм Успения Пресвятой Богородицы в память о погибших во время блокады Ленинграда, многие из которых были похоронены на месте снесённого в 1938 году Малоохтинского кладбища. В конце XX и начале XXI вв. на большей территории кладбища расположился жилой квартал.
В 2020 году специалистами «Института истории материальной культуры Российской академии наук» (ИИМК РАН) выявлен объект археологического наследия «Участок сохранившегося культурного слоя с сохранившимися захоронениями, относящимися к юго-восточной части утраченного исторического Малоохтинского православного кладбища»; КГИОП включил его в перечень выявленных объектов культурного наследия, где в дальнейшем возможны только исследования и работы по консервации и сохранению.

## Некоторые захоронения
- Андреева, Мария Алексеевна, городская учительница † 28 янв. 1910[8].
- Аникин, Иван Романовичъ, С.-Петерб. купец † 14 мая 1868, на 66 г., «служивший при сем храме церковным старостой 21 год. Усердным его старанием и сборомъ от доброхотных жертвователей вновь перестроен сей храм, с устройством в нем двух приделов»[9].
- Боголюбов, Алексей Петрович — художник.
- Боголюбова-Радищева, Ф. А. — мать А. П. Боголюбова и дочь писателя А. Н. Радищева.
- Наранович, Павел Андреевич — лейб-хирург.
- Помяловский, Николай Герасимович — писатель.
- Розен, Егор Фёдорович — драматург и поэт.
- Ропет (Иванов), Иван Павлович — архитектор.